# Quillón
Quillón est une ville et une commune du Chili faisant partie de la Province de Diguillín, elle appartienne à la Région de Ñuble. En 2012, la population de la commune s'élevait à 5 989 habitants. La superficie de la commune est de 248 km2 (densité de 21 hab./km2),.

## Historique
En 1600 des familles de colons espagnols chassés des villages situés au sud du rio Biobio par la révolte des mapuches viennent s'installer sur le territoire de la commune. Le lieu sert de relais sur la route Concepción - Florida - Bulnes - Chillán. Cette étape permet d'atteindre la fin du mauvais temps pour la traversée du río Itata. L'augmentation de la population entraine la création d'une paroisse et l'édification d'une église en 1832. Celle-ci est détruite durant le tremblement de terre du 27 février 2010.Quillón devie,t une commune en 1891.

## Situation
Le territoire de la commune de Quillón se trouve sur la frange est de la Cordillère de la Côte recouvert de collines dont les plus hautes culminent à 600 mètres). Le río Itata longe sa limite est. La commune est située à 410 kilomètres à vol d'oiseau au sud-sud-ouest de la capitale Santiago et à 42 kilomètres au sud-ouest de Chillán capitale de la Province de Ñuble.

Position de Quillón (en rouge) au sein de la Région du Biobío.